# Liste Rodalber Persönlichkeiten
Die Liste Rodalber Persönlichkeiten enthält bedeutende Persönlichkeiten mit Bezug zu Rodalben, geordnet nach Personen, die Ehrenbürger sind, in der Stadt geboren wurden, beziehungsweise in Rodalben gewirkt haben. Die Liste erhebt keinen Anspruch auf Vollständigkeit.

## Ehrenbürger
- Stephan Lederer (1844–1923), Priester, ernannt 1912
- Ludwig Samuel, 1947
- Joseph Ackermann (1899–1963), Pfarrer
- Paul Durm (1920–2015), Politiker (CDU), Bürgermeister der Stadt, ernannt 1982
- Alois Dauenhauer (1929–2022), Politiker (CDU), Mitglied des Landtags Rheinland-Pfalz
- Else Winnwa
- Walter Leiner, Bürgermeister der Stadt, ernannt 2008
- Albert Frank, ernannt 2019

## Söhne und Töchter der Stadt

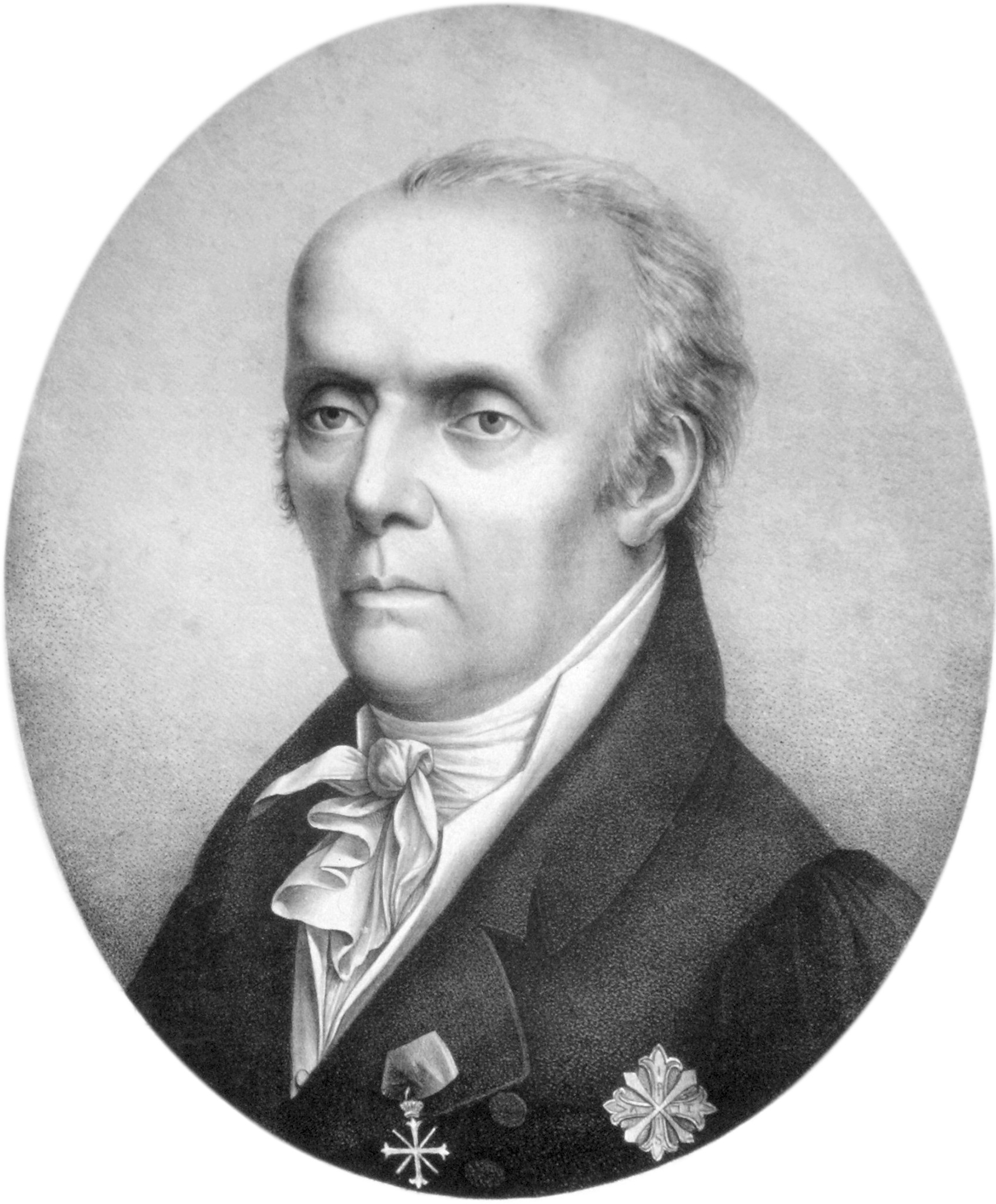
Johann Peter Frank

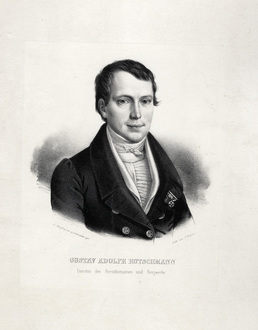
Gustav Adolph von Rutschmann

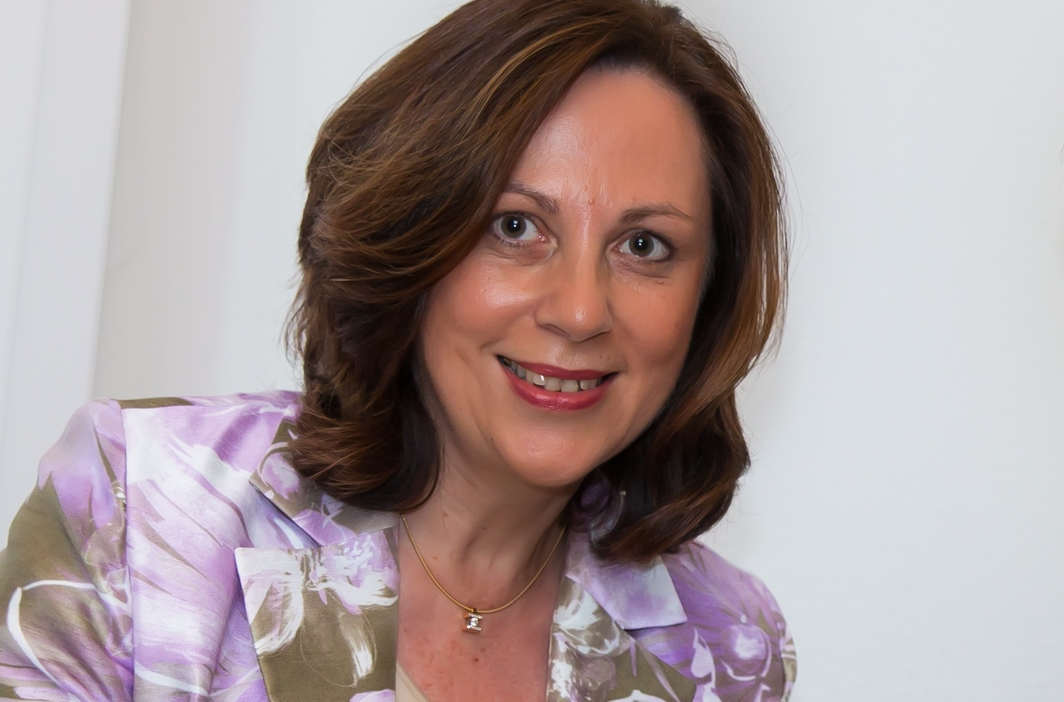
Heike Jochum

### Jahrgänge bis 1900
- Johann Peter Frank (1745–1821), Leibarzt des russischen Zaren Alexander I. und Napoleons
- Gustav Adolph von Rutschmann (1793–1845), Ministerialbeamter und Direktor der Vereinigten Forsten und Bergwerke in Baden
- Robert Kölsch (1849–1926), bayerischer Sanitätsoffizier
- Joseph Matheis (1862–1941), Politiker (ZENTRUM), bayerischer Landtagsabgeordneter
- Herbert Schohl (1891–1957), Politiker
- Richard Mann (1893–1960), Politiker (NSDAP)

### 20. Jahrhundert

#### 1901 bis 1950
- Paul Durm (1920–2015), Politiker (CDU), Bürgermeister der Stadt
- Ralph Baer (1922–2014), Spieleentwickler
- Ferdinand Schlickel (1924–2013), Journalist, Historiker und Autor
- Alois Dauenhauer (1929–2022), Politiker (CDU), Mitglied des Landtags Rheinland-Pfalz
- Erhard Servas (* 1930), Mitinhaber der Servas Schuhfabriken und Mitglied des Beirats Baden/Pfalz der Deutschen Bank
- Hermann Dreizehnter (1931–2016), Politiker (CDU)
- Wolfgang U. Schütte  (1940–2020), Kulturhistoriker, Publizist und Autor
- Tim Roehlemann (* 1941), Mikrobiologe und Gewinner des Deutschen Mikrobiologiepreises 2007
- Anton Matheis (* 1947), Fußballschiedsrichter
- Dieter Bartetzko (1949–2015), Architekturkritiker

#### 1951 bis 2000
- Gerhard Bold (* 1955), Fußballspieler
- Bernhard Matheis (* 1955), Politiker (CDU)
- Martin Durm (* 1959), Radioreporter und Auslandskorrespondent
- Hartmut Bölts (* 1961), Radrennfahrer
- Peter Lehmann (* 1961), Professor für Wirtschaftsinformatik
- Axel Roos (* 1964), Fußballspieler
- Petra Leidinger (* 1966), Kugelstoßerin
- Nicole Buschina (* 1968), zwischen 1983 und 1991 mehrmals Weltmeisterin in verschiedenen Disziplinen des Maschineschreibens
- Heike Jochum (* 1968), Juristin, Rechtsprofessorin
- Thomas Schmitt (* 1968), Entomologe und Hochschullehrer
- Heike Jung (* 1969), Bodybuilderin
- Stephan Müller (* 1971), Bildender Künstler
- Stefan Stadler (* 1973), Spiele-Erfinder und Gewinner des Deutschen Spielepreises 2007
- Norbert Herhammer (* 1975), Politiker (CDU) und Präsidiumsmitglied der Europa-Union Deutschland
- Pirmin Grehl (* 1977), Flötist
- Philipp Majer (* 1982), Filmemacher mit dem Schwerpunkt Dokumentarfilm
- Felix Müller (* 1993), Fußballspieler

## Personen, die in der Stadt gewirkt haben
- Gerhard Auer (1943–2019), Ruderer, starb vor Ort
- Vinzenz Bernhard (1935–2019), Autor, verfasste mehrere heimatgeschichtliche Schriften in und um Rodalben
- Josef Bürckel (1895–1944), nationalsozialistischer Gauleiter und Bürokrat in hohen politischen Ämtern, arbeitete von 1920 bis 1927 vor Ort als Volksschullehrer
- Rudi Conrad (1936–2023), Fußballspieler, starb vor Ort
- Erich Dauenhauer (1935–2018), Ökonom, Wirtschaftspädagoge, Schriftsteller, starb vor Ort
- Andreas Josef Fußer (* 1958), Inhaber des Pfalzpreises für Literatur, lebt vor Ort
- Klaus Groh, begann seine Karriere beim AC Rodalben
- Gebhard Heyder (1904–1994), römisch-katholischer Theologe und Ordenspriester, äußerte sich positiv zum angeblichen örtlichen „Blutwunder“
- Leonhard Jennewein, lebte zeitweise vor Ort
- Ulrike Kahl-Jordan, wohnt vor Ort
- Andreas Keller (* 1967), Musiker, wuchs in Rodalben auf
- Klaus Heinrich Keller (1938–2018), lebte im Ort
- Oss Kröher (1927–2019), Volkslied-Sänger und Liedermacher, starb vor Ort
- Frank Lelle (* 1965), Fußballspieler, spielte in seiner Jugend beim SV Rodalben
- Carl Desiderius de Royer (1650–1707), taufte 1699 in Rodalben ein Kind
- Paul Sattel (1905–1960), Orgelbauer, baute 1949 die Orgel in der Kirche St. Josef
- Udo Sopp (1934–2024),  evangelischer Geistlicher, war von 1964 bis 1970 in Rodalben Gemeindepfarrer
- Friedrich Wambsganß (1886–1979), Lehrer, NS-Politiker und evangelischer Synodalpräsident, starb vor Ort
- Leo Weismantel (1888–1964), Schriftsteller und Reformpädagoge
- Adalbert Wolpert (1897–1968), von 1927 bis 1937 Erster Bürgermeister der Gemeinde